# Walt Whitman Bridge
Die Walt Whitman Bridge ist eine siebenspurige Straßenbrücke über den Delaware River zwischen dem Stadtbezirk South Philadelphia in Pennsylvania und der Stadt Gloucester City in New Jersey. Sie führt die Interstate 76, die in Pennsylvania an die Interstate 95 und in New Jersey an die Interstate 676 angeschlossen ist. Die Brücke wird von der Delaware River Port Authority betrieben und ist in Richtung Westen nach Philadelphia mautpflichtig. Das durchschnittliche Verkehrsaufkommen liegt täglich bei circa 120.000 Fahrzeugen und kann zu Spitzenzeiten an Sommerwochenenden auf bis zu 150.000 ansteigen.
Die unter der Beteiligung von Othmar Ammann entworfene Hängebrücke – mit einer mittleren Spannweite von 610 Metern – war bei ihrer Fertigstellung 1957 eine der weltweit größten Brücken dieser Bauart und zählte 2018 noch zu den 100 längsten Hängebrücken. Sie ist benannt nach dem US-amerikanischen Dichter Walt Whitman, der die letzten zwei Jahrzehnte seines Lebens im benachbarten Camden verbrachte.

## Geschichte

### Planung und Bau
Erste Ideen für eine zweite Flussquerung im Süden von Philadelphia entstanden schon kurz nach Eröffnung der Benjamin Franklin Bridge 1926. In den 1930er-Jahren wurden Pläne für Tunnel- und Brückenprojekte erarbeitet, deren Finanzierung und Bau durch den Ausbruch des Zweiten Weltkriegs nie zur Ausführung kamen. Anfang der 1950er-Jahre erreichte die Benjamin Franklin Bridge mit 75.000 Fahrzeugen täglich ihre Kapazitätsgrenze, woraufhin die neu geschaffene Seehafen-Behörde (Delaware River Port Authority) mit der Umsetzung einer zusätzlichen Flussquerung beauftragt wurde. Sie favorisierte eine Brücke gegenüber einer Tunnellösung, konnte sich schließlich durchsetzen und erhielt 1952 vom United States Army Corps of Engineers die Freigabe zur Errichtung. Erste Testbohrungen erfolgten im September 1952 und die Bauarbeiten an den Pylonen und Ankerblöcken konnten im Sommer 1953 beginnen. Ab 1955 wurde mit dem Spannen der Tragkabel und ein Jahr später mit der Installation des Fahrbahnträgers begonnen. Am 15. Mai 1957 wurde die neue Brücke offiziell eingeweiht und einen Tag später für den Verkehr freigegeben. Die Baukosten beliefen sich damals auf 90 Mio. US-Dollar.
Mit Othmar Ammann (Ammann & Whitney) und Frank M. Masters (Modjeski & Masters) waren zwei erfahrene und über die USA hinaus bekannte Brückenbauingenieure an der Planung und dem Entwurf beteiligt. Ammann hatte u. a. die George Washington Bridge (1931) errichtet und Masters arbeitete seit 1904 unter Ralph Modjeski, der u. a. für die benachbarte Benjamin Franklin Bridge (1926) verantwortlich war. Beide wurden später Partner, die gemeinsame Firma Modjeski and Masters besteht bis heute und ist nach wie vor aktiv im Bau und der Wartung von Brücken.

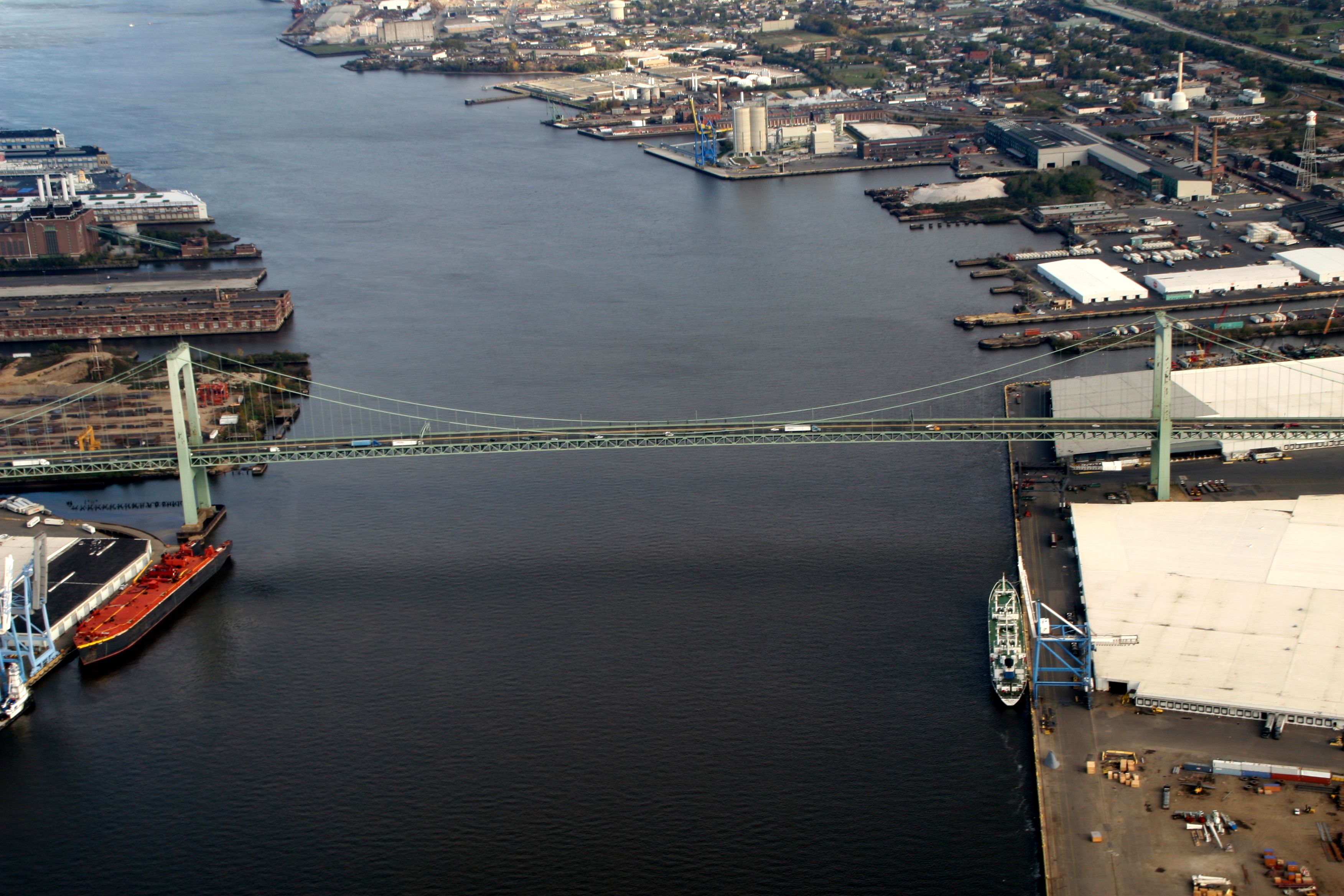
Die Brücke von Philadelphia (links) nach Gloucester City in NJ (rechts), im Hintergrund Camden (2006)
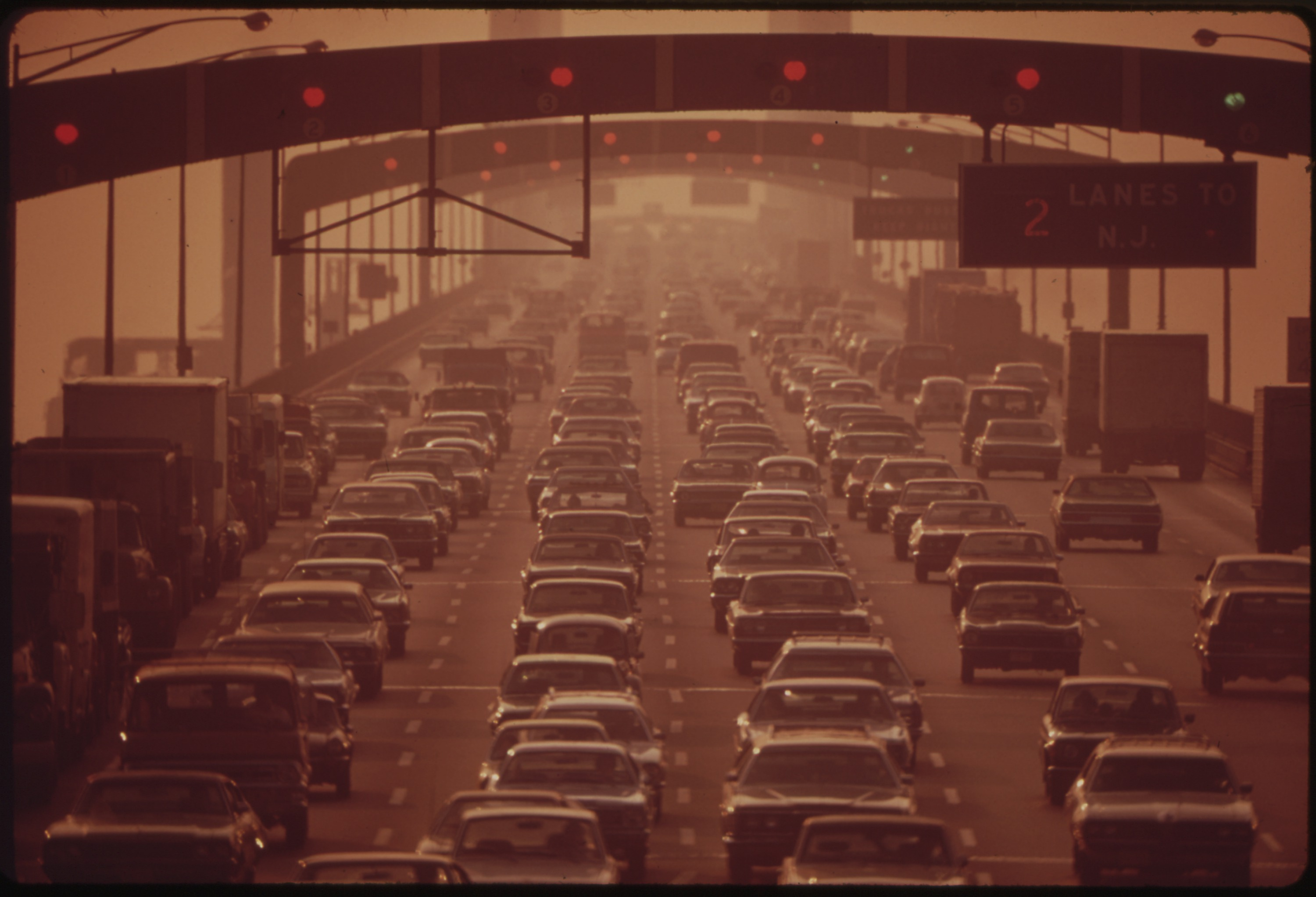
Smog in den 1970er-Jahren, Aufnahme der EPA von der Walt Whitman Bridge aus dem Jahre 1973

### Instandsetzungsarbeiten
In den 1990er fand die erste großangelegte Überholung der Brücke statt. Unter anderem erfolgte eine Ausbesserung und Verbreiterung der Fahrbahnen von insgesamt 24 m auf über 25 m. Zusätzlich untersuchte man alle tragenden Elemente auf Ermüdungserscheinungen und passte die Brücke den aktuellen Standards zur Erdbebensicherheit an. Mautgebühren fallen für die Benutzung in Richtung Westen nach Philadelphia an (Gegenrichtung ist mautfrei), die Einführung des elektronischen Mautsystems E-ZPass erfolgte Ende 1999. Im Folgejahr installierte man eine versetzbare Mitteltrennwand (road zipper), die je nach richtungsabhängigem Verkehrsaufkommen mit einer speziellen Barrier Transfer Machine versetzt werden kann.
Nach über 50 Jahren Betrieb erfolgte ab 2011 der Austausch der Stahlbetonschicht auf dem Fahrbahnträger der Hängebrücke. Die Arbeiten wurden durch die American Bridge Company ausgeführt, die auch schon den ursprünglichen Fahrbahnbelag installiert hatte. Um die Arbeiten bei laufendem Betrieb durchführen zu können, kamen drei den Fahrbahnträger überspannende Portalkräne zum Einsatz, wodurch es möglich war, zu Verkehrsspitzenzeiten mit der Schließung einer Fahrbahn auszukommen. Im Zuge der Instandsetzung wurden zudem die seitlichen Leitplanken und die Mitteltrennwand erneuert sowie Lager und Dehnungsfugen ausgetauscht. Die Arbeiten konnten im Frühjahr 2014 abgeschlossen werden, die Kosten beliefen sich auf 130 Mio. US-Dollar.

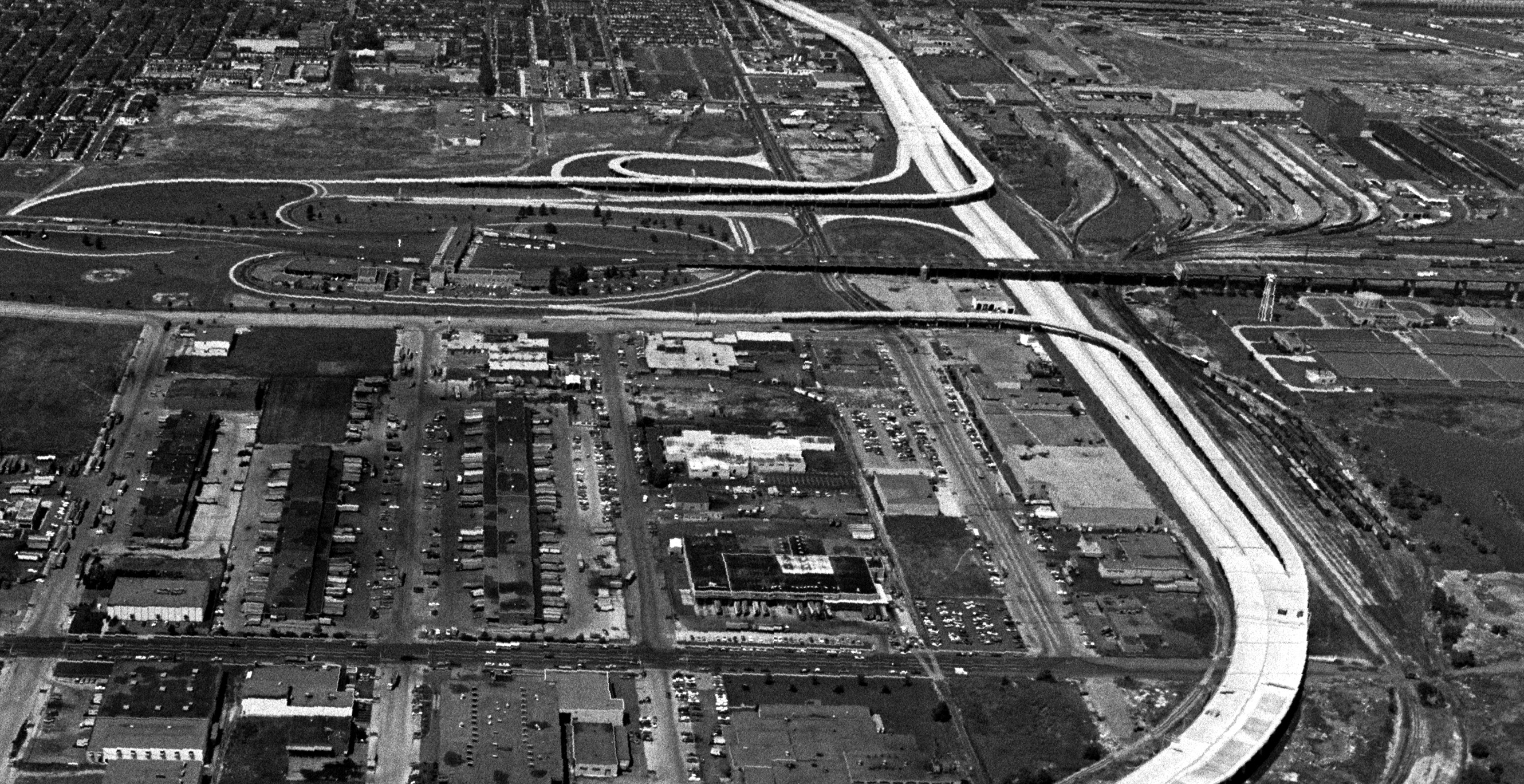
Zufahrt zur Brücke in South Philadelphia (von links nach rechts, I-76) mit Mautstation im Zentrum des Autobahndreiecks, von oben nach unten verläuft die I-95 (1975)
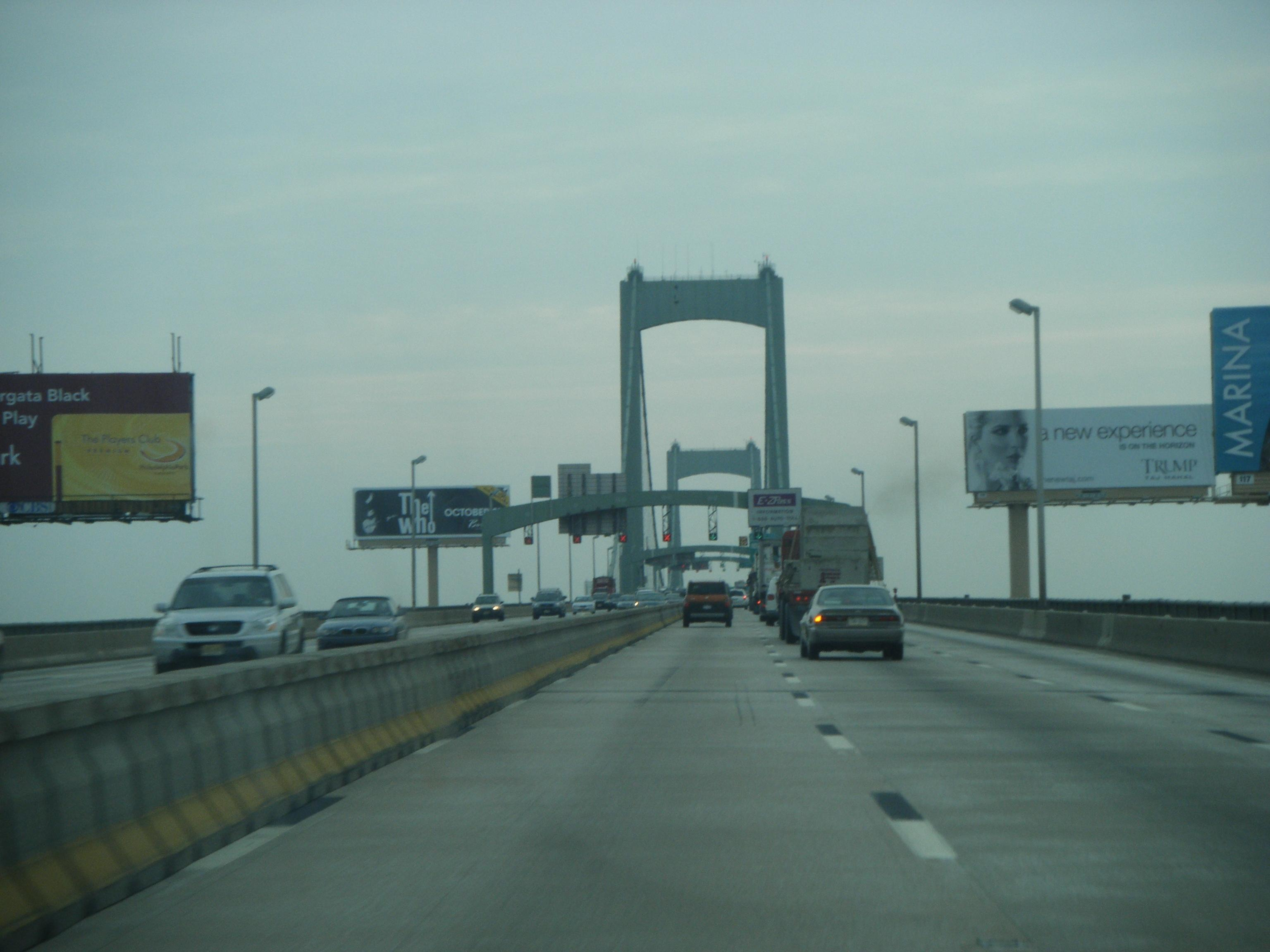
Auffahrt Richtung Osten nach New Jersey, links die versetzbare Mitteltrennwand (2008)

## Beschreibung
Die Brücke mit einer Gesamtlänge von 3.652 m gliedert sich in den als Hängebrücke ausgeführten Hauptteil, gefolgt von den Zufahrten, die auf beiden Seiten aus mehreren Fachwerkträgern mit obenliegender Fahrbahn sowie einer Vielzahl sich daran anschließender Balkenbrücken bestehen. Insgesamt beläuft sich die gesamte Länge auf beiden Seiten der Hängebrücke auf 2.573 m. Auf der Philadelphia-Seite ist die Zufahrt Teil des Autobahndreiecks der Interstate 76 und der Interstate 95, in dessen Zentrum sich die Mautstation befindet. Auf der Gloucester-City-Seite in New Jersey gehen die Zufahrten in das Autobahndreieck mit der Interstate 676 über.
Die eigentliche Hängebrücke hat eine Länge von 1.079 m und besitzt einen dreigeteilten 28 m breiten Fahrbahnträger, der an den Pylonen gelenkig aufgelagert ist. Der mittlere Stahl-Fachwerkträger hat eine Spannweite von 610 m, die seitlichen Träger zwischen den Pylonen und dem jeweiligen Ankerblock 235 m. Bei Mittlerem Hochwasser (MHW) beträgt die lichte Höhe unterhalb des Fahrbahnträgers 46 m. Die Pylone sind ebenfalls aus Stahl gefertigt, haben eine Höhe von 115 m über MHW und ruhen auf Stahlbeton-Fundamenten mit einer Grundfläche von 53 m × 20 m, die teilweise bis in eine Tiefe von 30 m gebaut wurden. Die über die Pylone geführten 1,3 km langen Tragkabel haben einem Durchmesser von 59 cm und bestehen aus einzelnen 5-mm-Stahldrähten, deren Enden in den Ankerblöcken befestigt sind, welche gleichzeitig die Widerlager der Hängebrücke bilden. Diese haben eine Grundfläche von 61 m × 37 m, bei einer Höhe von fast 40 m und besitzen Fundamente bis in eine Tiefe von 18 m.

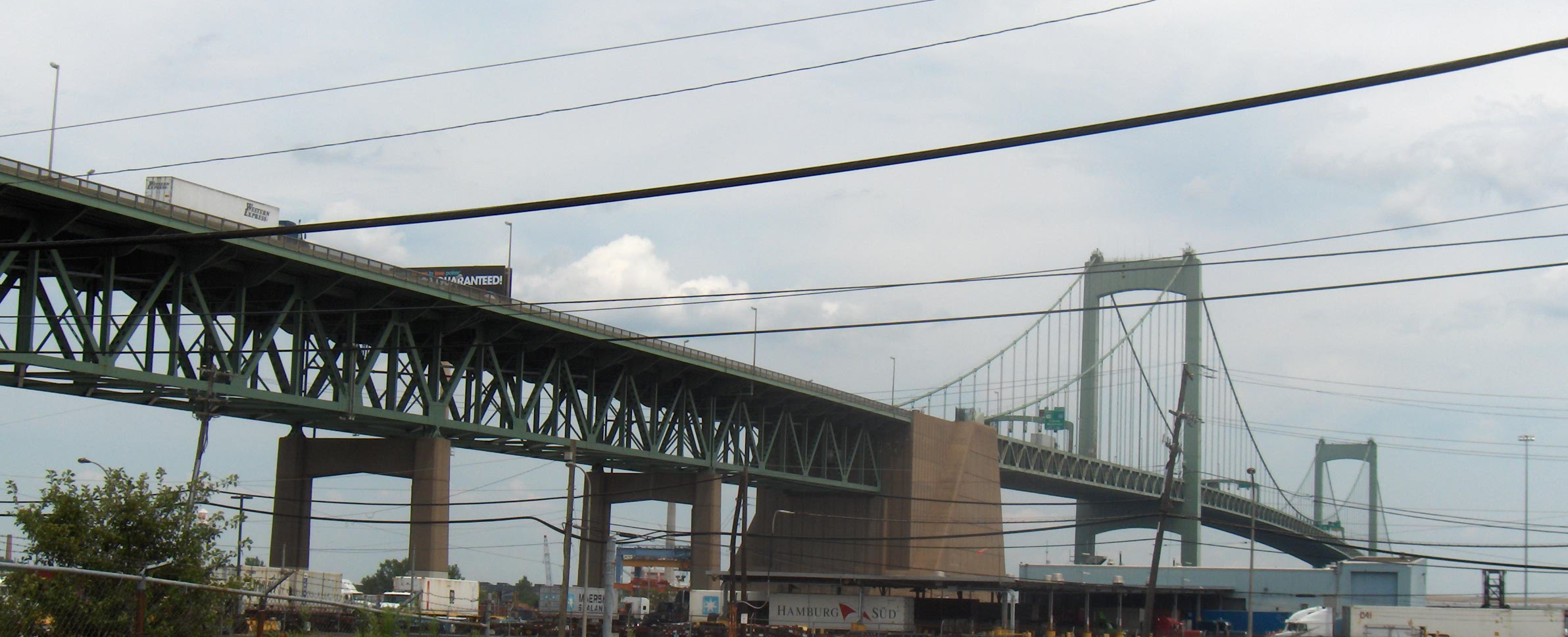
Zufahrt mit Ankerblock auf der Philadelphia-Seite (2010)
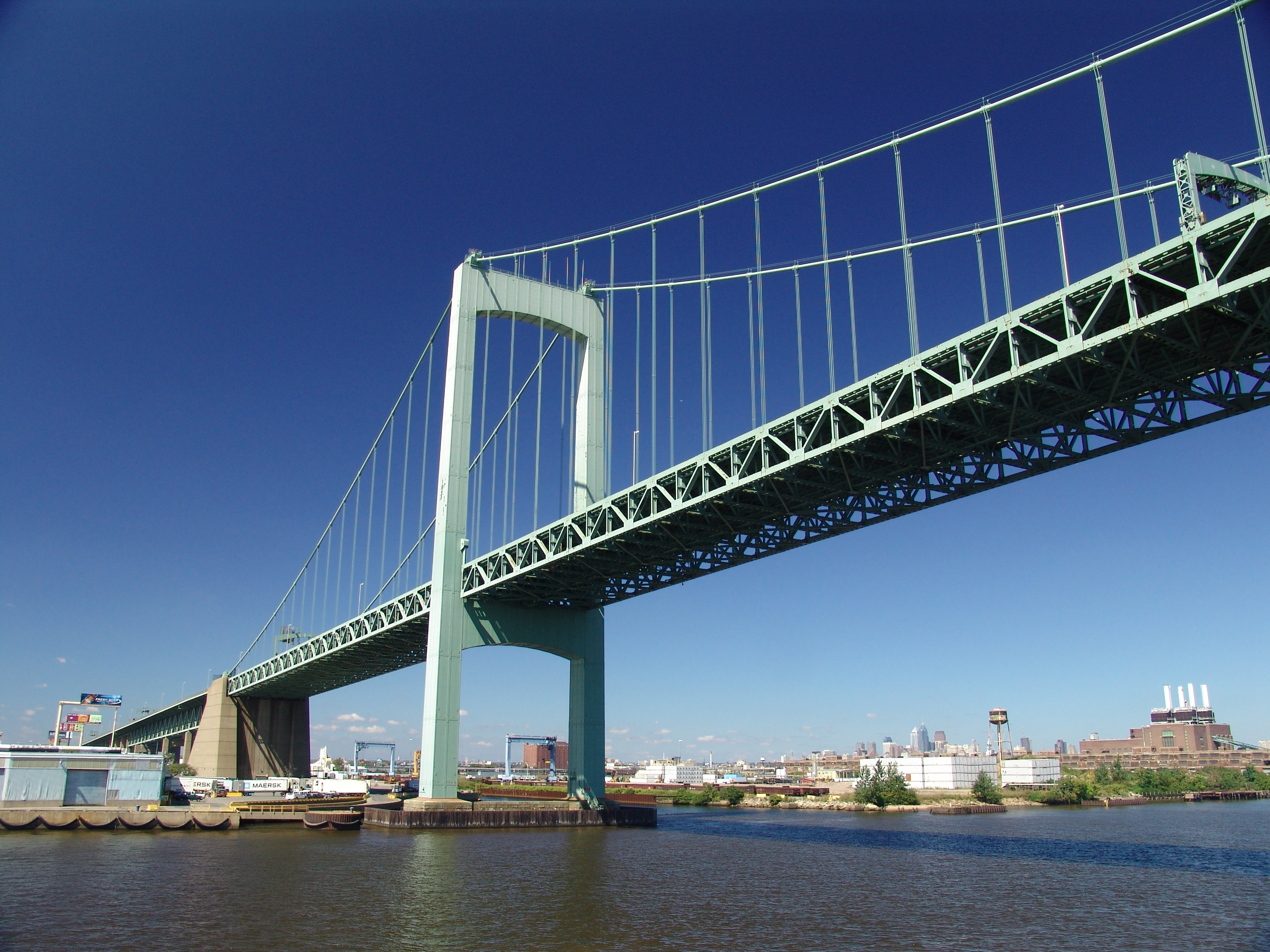
Die Fachwerkträger sind an den Pylonen unterbrochen und dort gelenkig aufgelagert (2004)